# Corona condal

Corona de conde.

La corona condal o corona de conde es la insignia o tocado representativo del título de conde, compuesta por un cerco de metal precioso y pedrería, decorado con dieciocho puntas (nueve de ellas visibles) elaboradas con el mismo metal que la base y rematadas en sus vértices con perlas.